# Obsjtina Medkovets
Obsjtina Medkovets (bulgariska: Община Медковец) är en kommun i Bulgarien.   Den ligger i regionen Montana, i den nordvästra delen av landet, 110 km norr om huvudstaden Sofia.
Obsjtina Medkovets delas in i:
- Asparuchovo
- Rasovo
- Slivovik

Följande samhällen finns i Obsjtina Medkovets:
- Medkovets
- Rasovo
- Asparukhovo
- Pishurka

Trakten runt Obsjtina Medkovets består till största delen av jordbruksmark. Runt Obsjtina Medkovets är det ganska tätbefolkat, med 54 invånare per kvadratkilometer.